# 多布羅加

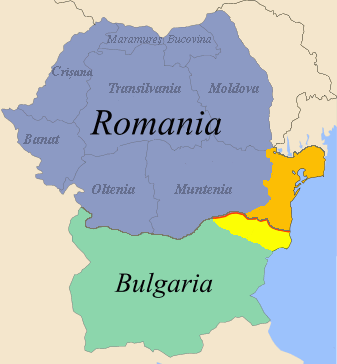
橙色部分是由羅馬尼亞統治的北多布羅加，黃色部分是由保加利亞統治的南多布羅加

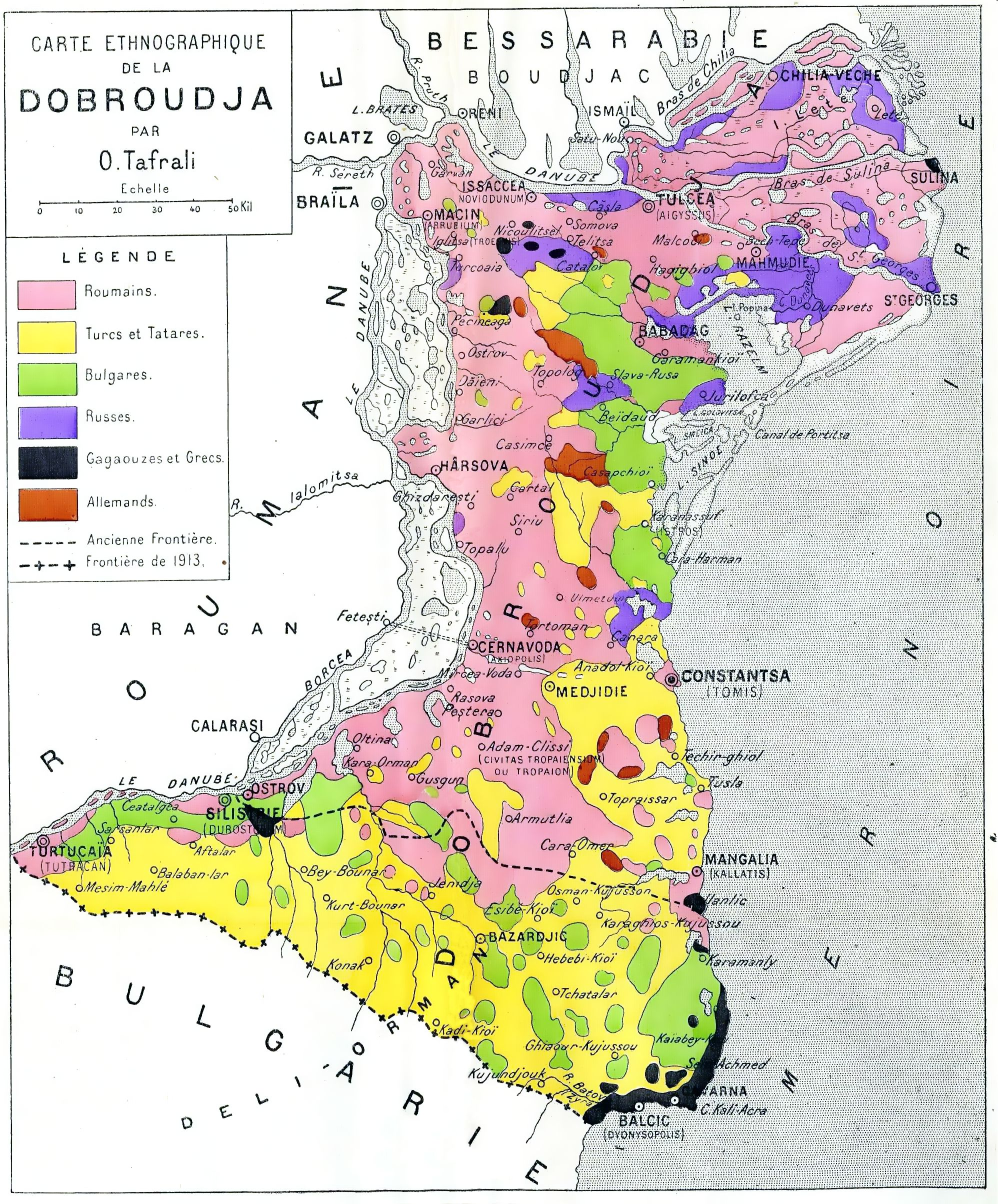
1918年多布羅加民族分佈

多布羅加（羅馬尼亞語：Dobrogea）是位于多瑙河下游，多瑙河和黑海之間的一個地區。目前該地區的北部由羅馬尼亞統治，劃為康斯坦察縣及圖爾恰縣，南部則由保加利亞統治,劃為多布里奇州及錫利斯特拉州。多瑙河三角洲的一部分位于該區域。在歷史上很長一段時間多布羅加為鄂圖曼土耳其帝國的一部分。在1913年的第二次巴爾幹戰爭後被完全被編入羅馬尼亞境內。第二次世界大戰時1940年在納粹德國的維也納仲裁裁決下羅馬尼亞王國被逼將南多布羅加割予保加利亞王國。1944年蘇聯軍隊佔領該地。二戰後，南多布羅加被蘇聯決定劃屬保加利亞人民共和國，一直維持至今。
44°27′N 28°20′E / 44.45°N 28.33°E